# 大犬座FS
大犬座FS（FS CMa），也稱為HD 45677或MWC 142，是在星座大犬座的一顆B型變星。它的視星等為8.50等，星等在7.35和8.58之間變化 。范斯坦（英語：Feinstein）及其同事在1976年報告說，它在1969年至1976年間減少了0.9個星等，而在之前的70年裡，它只變化了0.3個星等。有時它可能在一年內變化0.5星等，或在一夜之間變化0.1星等，而且它的可變性似乎沒有任何規律的週期。
天文學家阿納托利·米羅什尼琴科（英語：Anatoly Miroshnichenko）使它成為一種新型變星大犬座FS型變星的原型。這些是熾熱的藍白星，它們表現出禁線發射和強烈的紅外線過量，暗示著是非常年輕的（主序前星）恆星，但它們並不位於恆星形成區域。它們似乎也不是從主序星演變成巨星或超巨星的恆星。現在人們認為它們是已經吸收或正在吸收很可能來自伴星物質的主序星，並被一個緊湊的塵埃殼包圍；這些恆星被認為是星際塵埃的重要貢獻者。。大犬座FS因其塵土飛揚的圓盤相對於天空平面傾斜了51°，而得以很好的研究它。盤面與恆星之間的空隙在5AU以內。
它的光譜類型以前被歸類為B2III至B2V，其輻射熱幅度為-4.89。然而，2006年對其頻譜的調查表明，大犬座FS是一個聯星系統。該系統的亮度是太陽的1,250到8,000倍。一項計算顯示，主星和伴星的質量分別為9.3±0.5和4.8±0.9太陽質量，半徑為太陽的6.6±0.5和2.9±0.6倍，表面溫度分別為21,600±350和16,380±1,670 K。